# 张纯一
张纯一（1871年11月—1955年4月），字仲如，法号觉义/证理，男，湖北省汉阳县兴隆乡人。中国清末秀才。哲学研究者，先秦诸子、佛教、基督教研究专家。

## 生平
早年中秀才后在家中设馆教学。光绪二十六年（1900年）赴武昌，并在此结识了刘静庵、冯特民等人。1903年，他在武昌圣公会主办的文华学院任国文教习。1904年初，他赴日本弘文书院习教育伦理科。1906年回国，仍任教于文华学院，并参加了日知会。
1907年，刘静庵等因密谋响应萍浏醴起义而被捕，张因参与营救刘静庵等人而遭通缉，被迫于1908年潜赴浙江，任温州师范学堂伦理教习。旋赴上海参加淞沪反清起义活动，并任上海广学会编纂，兼办《大同报》。
辛亥革命后，张纯一担任西北边防督办高等顾问，不久便辞职，先后在武昌的中华大学、文华大学、天津的南开大学、北京的燕京大学、上海法政大学任教。
1928年后，张纯一先后担任湖北省感化院院长、汉口佛教正信会理事长，经常发表学术演讲。章太炎、黄侃、蔡元培、梁启超及太虚法师、虚云法师等曾先后与其论学。
抗日战争爆发后，张纯一迁居重庆，先后在国立西北联合大学、中央政治学校执教，并曾在中央训练团任特约讲座。1941年入居缙云山寺，专研佛学。
中华人民共和国建立后，任中南文史馆馆员，后至抚顺市五儿子张保元处定居。1955年4月病逝于抚顺市。

## 主要著作
- [英國]季理斐擬題，張純一著，基督教與家庭之關係（第三版），上海：廣學會，民國8年（1919年）
- 张纯一，融通各教會相歸元講易舉例，天津：南開大學，民國8年（1919年）鉛印本
- 张纯一，融通各教皈命基督谈道书，上海：協和書局；北京：郭紀雲書局，年份不詳（约1920年後）
- 张纯一，仲如先生弘道书，上海：協和書局；北京：郭紀雲書局，年份不詳（約1920年）
- 張純一，課餘覺語，出版社不詳，年份不詳（約1920年後）
- 张纯一，耶教与佛教
- 张纯一，墨子间诂笺，上海：定庐，民国11年（1922年）
- 張純一，墨學與景教，上海：協和書局；北京：郭紀雲書局，1923年
- 张纯一，墨学分科，上海：定庐，民国12年（1923年）
- 张纯一，中国新基督学，上海：佛教精进社，民国16年（1927年）
- 張純一，中國基督教，上海：佛教精進社，民国16年（1927年）
- 张纯一，改造基督教之讨论（第二版），上海：定庐，民国16年（1927年）
- 张纯一，佛化基督教（第12版），上海：佛教精进社，民国16年（1927年）
- 张纯一，國學闡微，民國16年（1927年）
- 張純一，福音秘義，上海：協和書局；北京：郭紀雲書局，1927年
- 张纯一，晏子春秋校注，上海：世界书局，民国24年（1935年）
- 张纯一，墨子集解，上海：世界书局，民国25年（1936年）
- 姚秦三藏法师鸠摩罗什译，张纯一校订，佛说阿弥陀经，成都：佛化新闻报社附设永久印赠佛书会，1936年
- 张纯一，增订墨子闲诂笺，民国26年（1937年）
  - 张纯一，增订墨子闲诂笺，臺北縣板桥市：艺文印书馆，1975年
- 張純一，武昌日知會事實紀略，湖北：張純一，民國32年（1943年）
- 张纯一，老子通释，重庆：商务印书馆，1946年
  - 张纯一，老子通释，上海：上海科学技术文献出版社，2007年